# Murshidabad (huyện)
Huyện Murshidabad là một huyện thuộc bang West Bengal, Ấn Độ. Thủ phủ huyện Murshidabad đóng ở Berhampore. Huyện Murshidabad có diện tích 5324 ki lô mét vuông. Đến thời điểm năm 2001, huyện Murshidabad có dân số 5863717 người.